# James Broun-Ramsay
James Andrew Broun-Ramsay, KT (ur. 22 kwietnia 1812 w Dalhousie Castle, zm. 19 grudnia 1860 tamże) – brytyjski arystokrata i polityk, gubernator generalny Indii, trzeci i najmłodszy (ale jedyny który przeżył dzieciństwo) syn George’a Ramsaya, 9. hrabiego Dalhousie i Christiny Broun, córki Charlesa Brouna of Coalstoun.

## Życiorys
Przez 8 lat, od 1848 r., był gubernatorem generalnym Perły Korony Brytyjskiej - Indii. Jego kadencja na stanowisku gubernatora jest różnie oceniana. Zwolennicy Dalhousiego przedstawiają go jako reformatora rządów w kolonii i twórcę sprawnej administracji, która pozwoliła jego następcom przetrwać trudny początek powstania sipajów. Krytycy zarzucają mu przenoszenie na grunt indyjski brytyjskiego modelu rządów oraz przekształcenie przynoszącej zyski administracji Kompanii Wschodnioindyjskiej w kosztowną administrację kolonialną.

## Wczesne lata życia i początki kariery politycznej
Ojciec przyszłego gubernatora, lord Dalhousie, miał trzech synów, ale dwóch najstarszych zmarło w młodym wieku. James odziedziczył po ojcu energiczne usposobienie, a po matce głęboką religijność. Młody Ramsay był niewielkiego wzrostu, posiadał wydatne usta i wysokie czoło. Wczesne lata życia spędził w Kanadzie, gdzie jego ojciec był gubernatorem generalnym. Po powrocie do Szkocji w 1825 r. rozpoczął naukę w Harrow School. Po dwóch latach został usunięty ze szkoły. Jego edukacją miał od tamtej pory zajmować się wielebny Temple, duchowny ze Staffordshire.
W październiku 1829 r. Ramsay rozpoczął studia w Christ Church na Uniwersytecie w Oksfordzie. Był dobrym studentem. Uzyskał tam tytuł magistra sztuk. Podczas studiów, w 1832 r., zmarł starszy brat Jamesa. Ten odziedziczył wówczas tytuł lorda Ramsay, przysługujący dziedzicowi tytułu hrabiego Dalhousie. W 1833 r. Ramsay ukończył studia i wyruszył w podróż po Europie, odwiedzając m.in. Włochy i Szwajcarię.
Po powrocie z podróży Ramsay zdecydował się rozpocząć karierę polityczną. Pierwsza próba była nieudana. W 1835 r. przegrał w wyborach do Izby Gmin w okręgu Edynburg. Dopiero w 1837 r. udało mu się wygrać wybory w okręgu Haddingtonshire. Rok wcześniej, 21 stycznia 1836 r. Ramsay poślubił lady Susan Hay (ur. 1817, zm. 6 maja 1853), córkę George’a Haya, 8. markiza Tweeddale, i lady Susan Montagu, córki 5. księcia Manchester. James i Susan mieli dwie córki:
- Susan Georgiana Ramsay (zm. 22 stycznia 1898), dama Imperialnego Orderu Korony Indii, żona Roberta Bourke'a, 1. barona Connemara, i podpułkownika Williama Hamiltona Brouna, nie miała dzieci
- Edith Christian Ramsay (zm. 28 października 1871), żona Jamesa Fergussona of Kilkerran, 6. baroneta, nie miała dzieci

Kariera Ramsaya w Izbie Gmin nie trwała długo. Po śmierci ojca w 1838 r. odziedziczył tytuł 10. hrabiego Dalhousie i zasiadł w Izbie Lordów. Swoją pierwszą mowę (maiden speech) w Izbie wygłosił 16 czerwca 1840 r. na poparcie kontrowersyjnego projektu ustawy Church of Scotland Benefices Bill lorda Aberdeena. W maju 1843 r. został wiceprzewodniczącym Zarządu Handlu w drugim rządzie Roberta Peela. Został również członkiem Tajnej Rady. W 1845 r. zastąpił Gladstone’a na stanowisku przewodniczącego Zarządu Handlu. Podczas kryzysu wywołanego zniesieniem w 1846 r. ustaw zbożowych Dalhousie stanął po stronie premiera Peela. Po upadku jego gabinetu w czerwcu 1846 r. nowy premier, lord John Russell, zaproponował Dalhousiemu pozostanie w gabinecie, ale hrabia odmówił. W 1847 r. przyjął jednak ofiarowane mu stanowisko gubernatora generalnego Indii.

## Gubernator generalny Indii
Dalhousie przejął swoje obowiązki jako gubernatora generalnego Indii i gubernatora Bengalu 12 stycznia 1848 r. Wkrótce potem otrzymał od królowej Wiktorii Order Ostu. W liście wysłanym do przewodniczącego Rady Kontroli sir Johna Hobhouse'a pisał, że sytuacja w Indiach jest stabilna. Wkrótce jednak miało się okazać, że świeżo upieczony gubernator pomylił się w swoich rachubach. Poniekąd było to jego winą, gdyż po objęciu urzędu gubernatora mianował sir Fredericka Curriego brytyjskim rezydentem w Pendżabie, zamieszkanym głównie przez Sikhów.
Currie wkrótce popadł w konflikt z hinduskim wicekrólem miasta Multan, Diwanem Mulrajem. 19 kwietnia 1848 r. brytyjski urzędnik, Patrick, Vans Agnew, i porucznik William Anderson z regimentu Bombay European zostali wysłani do Multan w celu przejęcie od wicekróla władzy nad miastem. Ten odmówił, więc Agnew próbował siłą wejść w posiadanie kluczy od bram miasta, co zakończyło się rozruchami podczas których obaj Brytyjczycy zostali zamordowani. Wieści o tym rozeszły się po Pendżabie i skłoniły Sikhów do ponownego wszczęcia wojny z Brytyjczykami (pierwsza wojska brytyjsko-sikhijska zakończyła się w 1846 r.).
Brytyjczycy nie mieli w Pendżabie zbyt wielkich sił i całą nadzieję pokładali w posiłkach od Kompanii Wschodnioindyjskiej, które jednak z powodów logistycznych dotarły na teren działań wojennych dopiero w listopadzie. Wojna nabrała tempa. Porucznik Herbert Edwardes pokonał siły wicekróla Mulraja, a generał Hugh Gough wygrał bitwy pod Ramnagar, Sadulapur i Chillianwala. 22 stycznia 1849 r. Multan zostało zdobyte przez wojska generała Whisha. 21 lutego doszło do decydującej bitwy pod Gujrat, która zakończyła się zwycięstwem Brytyjczyków. Dalhousie otrzymał za to podziękowania od Parlamentu i tytuł markiza Dalhousie.
Pozostawiony bez instrukcji co do dalszego postępowania Dalhousie dokonał aneksji Pendżabu.

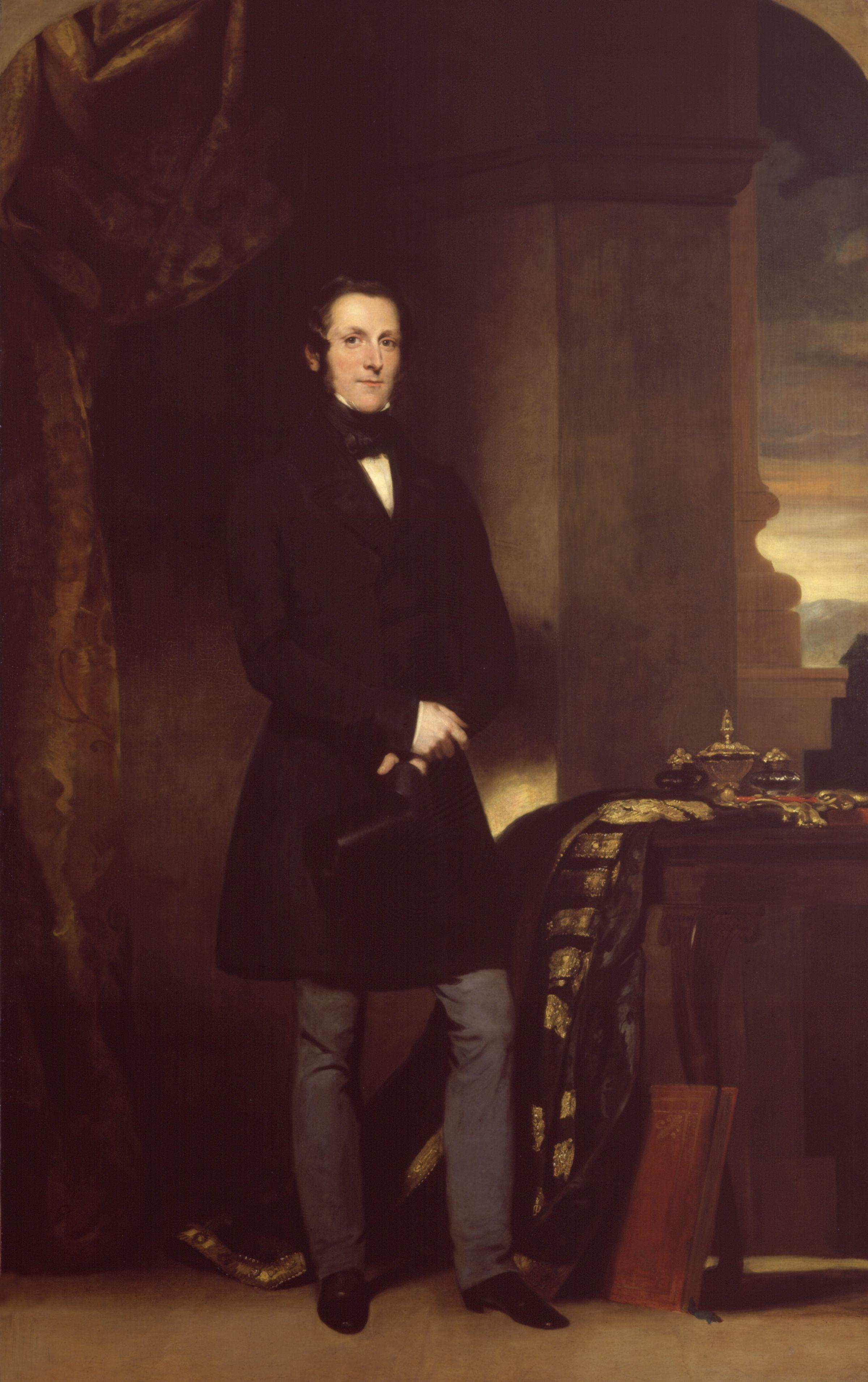
James Broun-Ramsay, 1. markiz Dalhousie

Kolejnym nabytkiem brytyjskiego imperium dokonanego podczas rządów Dalhousiego był podbój Birmy. Po zakończeniu pierwszej wojny brytyjsko-birmańskiej traktat pokojowy z 1826 r. zapewniał ochronę brytyjskim statkom na birmańskich wodach. Na przełomie lat 40. i 50. rozpoczęły się jednak zatargi między brytyjskimi marynarzami a Birmańczykami. Dalhousie próbował rozwiązać narastający konflikt na drodze dyplomatycznej i wysłał na negocjacje komandora Lamberta. Do negocjacji nie doszło, gdyż Birmańczycy wydalili brytyjskiego gubernatora Rangunu, co strona brytyjska uznała za casus belli. Komandor Lambert rozpoczął blokadę ranguńskiego portu rozpoczynając drugą wojnę brytyjsko-birmańską. W kwietniu zdobyto Rangun i inne miasta portowe. Latem 1852 r. lord Dalhousie osobiście przybył do Rangunu. W październiku wojska brytyjskie przeprowadziły kampanię lądową zakończoną sukcesem. 20 stycznia 1853 r. dokonano oficjalnej aneksji prowincji Pegu, nazwanej przez Brytyjczyków Dolną Birmą. Dalhousie otrzymał za to honorowy urząd lorda strażnika Pięciu Portów.
Dążąc do podporządkowania całych Indii brytyjskiemu panowaniu Dalhousie zastosował tzw. doctrine of lapse, która polegała na anektowaniu przez Brytyjczyków wszystkich państw, które nie posiadały męskiego następcy tronu. Realizując tę doktrynę anektowano w styczniu 1849 r. Satarę, później w tym samym roku Sambalpur, a w 1853 r. Jhansi i Nagpur. W tych przypadkach aneksja dokonała się za zgodną miejscowych możnowładców. Złożona w 1849 r. propozycja aneksji Karauli została odrzucona, natomiast anektowane w 1851 i 1852 r. Baghat i Udaipur zostały po pewnym czasie przywrócone miejscowym władcom.
Dokonano również reformy zarządu brytyjskimi Indiami. Europeizacja i unifikacja Indii były głównymi celami polityki Dalhousiego. Bengal, zarządzany do tej pory przez gubernatora generalnego lub jego delegata, został poddany władzy osobnego wicegubernatora (maj 1854). W każdej z prowincji utworzono osobny departament prac publicznych oraz kolegia inżynierskie. Wszystkie brytyjskie ośrodki połączono telegrafem. W 1855 r. oddano do użytku pierwszą linię kolejową. Ukończono również budowę kanału Gangesu, budowano drogi i mosty. Utworzono imperialny system urzędów pocztowych i wprowadzono znaczki pocztowe. Zmiany dotyczyły również armii. Zmieniono umundurowanie oraz zreorganizowano służbę sanitarną.
W polityce zagranicznej Dalhousie dążył do ograniczania suwerenności niepodległych indyjskich państewek, a równocześnie do nawiązania jak najlepszych stosunków z ich władcami. Afgańskiemu przywódcy, Dostowi Mahommedowi, wybaczył udział w wojnach sikhijskich. 13 lutego 1856 r. dokonano ostatniej aneksji terytorialnej za gubernatorskiej kadencji Dalhousiego – do brytyjskich Indii przyłączono prowincję Oudh.

## Powrót do Wielkiej Brytanii
W tymże 1856 r. dobiegła końca kadencja Dalhousiego jako gubernatora generalnego. 6 marca odpłynął do Anglii. W Aleksandrii przesiadł się na HMS Caradoc i popłynął na nim na Maltę, a następnie do Anglii. W ojczyźnie został przyjęty z wielkimi honorami. Niektórzy politycy chętnie widzieli jego powrót na krajową scenę polityczną, ale Dalhousiemu uniemożliwił to stan zdrowia, który pogorszył się podczas drogi powrotnej do Anglii. Pomimo leczenia w najlepszych zakładach w Edynburgu i Malvern lord Dalhousie zmarł w 1860 r. Jego ostatnim zarządzeniem był zakaz publikowania jego dokumentów przez 50 lat po jego śmierci.
Lord Dalhousie nie pozostawił po sobie męskiego potomka. Wraz z jego śmiercią wygasł tytuł markiza. Tytuł hrabiego odziedziczył jego kuzyn, Fox Maule.